# Tercer Gabinete de Cyril Ramaphosa
El Tercer Gabinete de Cyril Ramaphosa, también autodenominado "Gobierno de Unidad Nacional" (GNU), se formó tras la elección de Ramaphosa para un segundo mandato completo como presidente de Sudáfrica tras las elecciones generales de 2024. Su partido, el Congreso Nacional Africano (ANC), perdió su mayoría absoluta en las elecciones parlamentarias y quedó reducido a una pluralidad en la Asamblea Nacional. Después de las elecciones, los partidos entablaron negociaciones para formar un gobierno de coalición. El 14 de junio de 2024, el ANC, la Alianza Democrática (DA), el Partido de la Libertad Inkatha (IFP), la Alianza Patriótica (PA) y Good acordaron formar un gobierno de unidad nacional histórico, con Cyril Ramaphosa reelegido presidente del Sudáfrica. Esta es la primera vez que el ANC ha tenido que gobernar sin una mayoría absoluta desde el fin del apartheid en 1994.
El presidente Ramaphosa anunció su tercer gabinete el 30 de junio de 2024.
El vicepresidente y el grupo inicial de ministros y viceministros prestaron juramento el 3 de julio de 2024.

## Antecedentes
Las elecciones generales de 2024 se celebraron el 29 de mayo de 2024 para elegir una nueva Asamblea Nacional.
El apoyo al partido gobernante ANC disminuyó significativamente en las elecciones; El ANC siguió siendo el partido más grande, pero perdió la mayoría parlamentaria que había tenido desde las elecciones posteriores al apartheid en 1994. La centrista Alianza Democrática (DA) se mantuvo en segundo lugar con un ligero aumento. Lanza de la Nación (MK), un partido populista de izquierda fundado seis meses antes de las elecciones y dirigido por el expresidente Jacob Zuma, quedó en tercer lugar.
El 14 de junio de 2024, el ANC, el DA, el IFP y la PA acordaron formar un GNU, y Cyril Ramaphosa fue reelegido presidente de Sudáfrica por el 28.º Parlamento de Sudáfrica.
Como resultado del nuevo GNU, los puestos clave dentro del gabinete sufrirán cambios como parte del proceso de coalición. Ramaphosa prestó juramento para un nuevo mandato el 19 de junio de 2024 y se espera que el nuevo gabinete se anuncie poco después.
Otros partidos que se unirán al GNU son Good poco después de la primera sesión del parlamento, el PAC el día 19 y el FF+ el 20 de junio.  La UDM decidió unirse el día 21, Rise Mzansi (RISE) el día 22 y Al Jama-ah el 23 de junio.
El 30 de junio de 2024, el presidente Cyril Ramaphosa anunció que once partidos se habían unido al GNU, todos habiendo firmado la declaración de intenciones de GNU, agregando a la UAT a la lista, aunque la UAT se retiró más tarde después de no recibir ningún nombramiento ministerial en el Gabinete. Después de casi un mes de intensas negociaciones, el presidente Ramaphosa anunció la dotación de personal para los puestos individuales del gabinete el 30 de junio de 2024. Además del presidente y el vicepresidente, el gabinete inicial incluía 32 ministros y 43 diputados (algunos ministros tienen dos representantes). Algunos ministerios fueron reestructurados:
1. Se fusionaron los ministerios de Electricidad y Energía.
2. Se creó un Ministerio de Recursos Minerales y Petrolíferos independiente.
3. El Ministerio de Agricultura se separó del Ministerio de Reforma Agraria y Desarrollo Rural.
4. El Ministerio de Educación Superior se separó del Ministerio de Ciencia, Tecnología e Innovación.
5. El Ministerio de Justicia y Desarrollo Constitucional fue separado del Ministerio Correccional.
6. Se disolvió el Ministerio de Empresas Públicas. La coordinación de las empresas públicas relevantes será realizada por la Presidencia durante el proceso de implementación de un nuevo modelo accionarial.

## Gabinete Ministerial

### Presidente de la República de Sudáfrica
| Fotografía | Presidente      | Período               | Período     | Partido | Partido | Ref    |
| Fotografía | Presidente      | Inicio                | Fin         | Partido | Partido | Ref    |
| ---------- | --------------- | --------------------- | ----------- | ------- | ------- | ------ |
|            | Cyril Ramaphosa | 15 de febrero de 2018 | En el cargo |         |         | [ 16 ] |

### Vicepresidente de la República de Sudáfrica
| Fotografía | Vicepresidente | Período            | Período     | Partido | Partido | Ref    |
| Fotografía | Vicepresidente | Inicio             | Fin         | Partido | Partido | Ref    |
| ---------- | -------------- | ------------------ | ----------- | ------- | ------- | ------ |
|            | Paul Mashatile | 7 de marzo de 2023 | En el cargo |         |         | [ 17 ] |

### Ministerios
| Ministerio                                         | Fotografía | Titular                 | Período                | Período                | Partido | Partido | Ref    |
| Ministerio                                         | Fotografía | Titular                 | Inicio                 | Fin                    | Partido | Partido | Ref    |
| -------------------------------------------------- | ---------- | ----------------------- | ---------------------- | ---------------------- | ------- | ------- | ------ |
| Administración y Servicio Público                  |            | Mzamo Buthelezi         | 3 de julio de 2024     | En el cargo            |         |         | [ 18 ] |
| Agricultura                                        |            | John Steenhuisen        | 3 de julio de 2024     | En el cargo            |         | DA      | [ 19 ] |
| Agua y Saneamiento                                 |            | Pemmy Majodina          | 17 de abril de 2023    | En el cargo            |         |         |        |
| Asentamientos Humanos                              |            | Mmamoloko Kubayi        | 5 de agosto de 2021    | 3 de diciembre de 2024 |         |         |        |
| Asentamientos Humanos                              |            | Thembi Simelane         | 3 de diciembre de 2024 | En el cargo            |         |         |        |
| Ciencia, Tecnología e Innovación                   |            | Blade Nzimande          | 3 de julio de 2024     | En el cargo            |         |         |        |
| Comercio, Industria y Competencia                  |            | Parks Tau               | 3 de julio de 2024     | En el cargo            |         |         |        |
| Comunicaciones y Tecnologías Digitales             |            | Solly Malatsi           | 3 de julio de 2024     | En el cargo            |         | DA      |        |
| Defensa y Veteranos Militares                      |            | Angie Motshekga         | 3 de julio de 2024     | En el cargo            |         |         |        |
| Deportes, Artes y Cultura                          |            | Gayton McKenzie         | 3 de julio de 2024     | En el cargo            |         | PA      | [ 20 ] |
| Desarrollo de Pequeñas Empresas                    |            | Stella Ndabeni-Abrahams | 5 de agosto de 2021    | En el cargo            |         |         |        |
| Desarrollo Social                                  |            | Sisisi Tolashe          | 3 de julio de 2024     | En el cargo            |         |         |        |
| Educación Básica                                   |            | Siviwe Gwarube          | 3 de julio de 2024     | En el cargo            |         | DA      |        |
| Educación Superior                                 |            | Nobuhle Nkabane         | 3 de julio de 2024     | En el cargo            |         |         |        |
| Electricidad y Energía                             |            | Kgosientsho Ramokgopa   | 3 de julio de 2024     | En el cargo            |         |         |        |
| Empleo y Trabajo                                   |            | Nomakhosazana Meth      | 3 de julio de 2024     | En el cargo            |         |         |        |
| Finanzas                                           |            | Enoch Godongwana        | 5 de agosto de 2021    | En el cargo            |         |         |        |
| Gobernanza Cooperativa y Asuntos Tradicionales     |            | Velenkosini Hlabisa     | 3 de julio de 2024     | En el cargo            |         |         |        |
| Interior                                           |            | Leon Schreiber          | 3 de julio de 2024     | En el cargo            |         | DA      | [ 21 ] |
| Justicia y Desarrollo Constitucional               |            | Thembi Nkadimeng        | 3 de julio de 2024     | 3 de diciembre de 2024 |         |         |        |
| Justicia y Desarrollo Constitucional               |            | Mmamoloko Kubayi        | 3 de diciembre de 2024 | En el cargo            |         |         |        |
| Mujer, la Juventud y las Personas con Discapacidad |            | Sindiswe Chikunga       | 3 de julio de 2024     | En el cargo            |         |         |        |
| Obras Públicas e Infraestructura                   |            | Dean Macpherson         | 3 de julio de 2024     | En el cargo            |         | DA      |        |
| Planificación, Seguimiento y Evaluación            |            | Maropene Ramokgopa      | 7 de marzo de 2023     | En el cargo            |         |         |        |
| Policía                                            |            | Senzo Mchunu            | 3 de julio de 2024     | En el cargo            |         |         |        |
| Presidencia                                        |            | Khumbudzo Ntshavheni    | 6 de marzo de 2023     | En el cargo            |         |         |        |
| Recursos Minerales y Petrolíferos                  |            | Gwede Mantashe          | 3 de julio de 2024     | En el cargo            |         |         |        |
| Reforma Agraria y Desarrollo Rural                 |            | Mzwanele Nyhontso       | 3 de julio de 2024     | En el cargo            |         | PAC     | [ 22 ] |
| Relaciones Internacionales y Cooperación           |            | Ronald Lamola           | 3 de julio de 2024     | En el cargo            |         |         |        |
| Salud                                              |            | Aaron Motsoaledi        | 3 de julio de 2024     | En el cargo            |         |         |        |
| Servicios Correccionales                           |            | Pieter Groenewald       | 3 de julio de 2024     | En el cargo            |         | VF+     | [ 23 ] |
| Silvicultura, Pesca y Medio Ambiente               |            | Dion George             | 3 de julio de 2024     | En el cargo            |         | DA      |        |
| Transporte                                         |            | Barbara Creecy          | 3 de julio de 2024     | En el cargo            |         |         |        |
| Turismo                                            |            | Patricia de Lille       | 6 de marzo de 2023     | En el cargo            |         | GOOD    |        |